# Master Gardener
Pour les articles homonymes, voir Gardener.
Pour plus de détails, voir Fiche technique et Distribution.
Master Gardener ou Les racines de la violence au Québec est un film américain réalisé par Paul Schrader, sorti en 2022.
Il est présenté à la Mostra de Venise 2022.

## Synopsis
Narvel Roth, horticulteur méticuleux, prend autant soin des jardins de la propriétaire d'une somptueuse villa que des désirs de cette dernière. Quand elle lui demande d'enseigner son art floral à sa petite-nièce (la petite-fille de sa défunte sœur Betty), le chaos s'immisce, révélant au passage de sombres secrets de son passé.

## Fiche technique
Sauf indication contraire, les informations mentionnées dans cette section peuvent être confirmées par les bases de données cinématographiques IMDb et Allociné,  présentes dans la section « Liens externes ».
- Titre original et français : Master Gardener
- Titre québécois : Les racines de la violence[1]
- Réalisation et scénario : Paul Schrader
- Musique : Dev Hynes
- Direction artistique : Christine Brandt
- Décors : Ashley Fenton
- Costumes : Wendy Talley
- Photographie : Alexander Dynan
- Montage : Benjamin Rodriguez Jr.
- Production : Amanda Crittenden, David Gonzales et Scott LaStaiti
- Production déléguée : Luisa Law, Dale Roberts et Linda Ujuk
- Société de production : Kojo Studios, Curmudgeon Films et Ottocento Films
- Sociétés de distribution : The Jokers (France), Magnolia Pictures (États-Unis), VVS Films (Québec)[1]
- Pays de production :  États-Unis
- Langue originale : anglais
- Format : couleur — 2,39:1 — son Dolby Digital
- Genre : thriller, drame
- Dates de sortie[2] :
  - Italie : 3 septembre 2022 (Mostra de Venise)
  - États-Unis : 1er octobre 2022 (Festival du film de New York) ; 19 mai 2023 (sortie nationale)
  - Québec[1] : 19 mai 2023 (sortie limitée en anglais) ; 9 juin 2023 (vidéo à la demande)
  - France : 5 juillet 2023
- Classification[3] :
  - États-Unis : R

## Distribution
- Joel Edgerton (VF : Boris Rehlinger ; VQ : Louis-Philippe Dandenault) : Narvel Roth / Norton Rupplea
- Sigourney Weaver (VF : Frédérique Tirmont ; VQ : Anne Caron) : Norma Haverhill
- Quintessa Swindell (en) (VF : Alice Taurand ; VQ : Naïla Louidort) : Maya Core
- Esai Morales (VF : Vincent Violette ; VQ : Sylvain Hétu) : Oscar Neruda
- Rick Cosnett (VF : Serge Biavan ; VQ : François-Simon Poirier) : Stephen Collins
- Victoria Hill (en) (VF : Olivia Nicosia ; VQ : Émilie Josset) : Isobel
- Eduardo Losan (VF : Éric Marchal ; VQ : Fred-Éric Salvail) : Xavier
- Amy Le (VQ : Manon Leblanc) : Janine
- Erika Ashley : Maggie
- Jared Bankens : R.G.
- Matt Mercurio : Sissy

 Source et légende : version française (VF) sur RS Doublage et version québécoise (VQ) sur Doublage Québec

## Production
En septembre 2021, Joel Edgerton et Sigourney Weaver sont annoncés dans un film écrit et réalisé par Paul Schrader. Quintessa Swindell (en) est ensuite annoncée dans le rôle féminin principal alors que le cinéaste envisageait initialement Zendaya en tête. Esai Morales est également annoncé.
Le tournage débute en février 2022 en Louisiane. Il se déroule notamment à Saint Francisville.

## Accueil

### Accueil critique
En France, le site Allociné propose une moyenne de 3,5⁄5, fondée sur 25 critiques de presse.

## Distinctions

### Récompense
- CinEuphoria Awards 2023 : meilleure actrice internationale pour Sigourney Weaver[11]

### Nomination
- CinEuphoria Awards 2023 : meilleure acteur international pour Joel Edgerton

### Sélections
- Mostra de Venise 2022 : sélection officielle, hors compétition
- Festival international du film de Valladolid 2022 : en compétition pour le Espiga de Oro